# Madison Heights
Madison Heights – jednostka osadnicza w Stanach Zjednoczonych, w stanie Wirginia, w hrabstwie Alleghany.